# Rauchgraue Kurzohrfledermaus

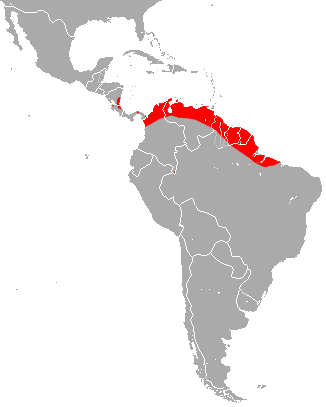
Verbreitungsgebiet (rot) der Rauchgrauen Kurzohrfledermaus.

Die Rauchgraue Kurzohrfledermaus (Cyttarops alecto) ist eine Fledermaus in der Familie der Glattnasen-Freischwänze (Emballonuridae) und die einzige Art der Gattung Cyttarops. Der wissenschaftliche Gattungsname ist aus den griechischen Wörtern kyttaros (Honigwabe) und ops (Auge oder Gesicht) zusammengesetzt. Vermutlich wählte Oldfield Thomas den Namen aufgrund einer Schädelvertiefung an der Stirn, die von Fell bedeckt ist. Das Epitheton alecto bedeutet "geschützt".

## Merkmale
Die Art erreicht eine Kopf-Rumpf-Länge von 50 bis 55 mm, eine Unterarmlänge von 45 bis 47 mm sowie eine Schwanzlänge von 20 bis 25 mm. Weibchen sind allgemein etwas größer als Männchen. Im Gegensatz zu den meisten anderen Familienmitgliedern gibt es weder auf den Flügeln noch auf der Schwanzflughaut taschenartige Strukturen mit angeschlossenen Drüsen. Das lange und weiche Fell hat oberseits eine schwarze Farbe, gelegentlich mit dunkelgrauen Bereichen an den Schultern und an den hinteren Körperseiten, die Unterseite ist dunkelgrau. Cyttarops alecto besitzt kurze röhrenförmige Nasenlöcher, die wie ein auf dem Kopf stehendes V nach außen gerichtet sind. Die Art unterscheidet sich auch im Aufbau der Daumenknochen und in abweichenden Schädeldetails von anderen Familienmitgliedern.

## Verbreitung und Lebensweise
Diese Fledermaus kommt in Mittel- und Südamerika vor. Ihr Verbreitungsgebiet reicht von Nicaragua bis Kolumbien und setzt sich in einem breiten Band entlang des Atlantischen Ozeans bis zum Mündungsgebiet des Amazonas fort. Die Art hält sich in Regionen auf, die 500 Meter Meereshöhe nicht überschreiten.
Einzelne Exemplare oder kleinere Gruppen mit bis zu zehn Individuen ruhen unter Palmenwedeln. Dabei halten sie sich mit den Füßen an den Blattadern fest. Die Tiere starten etwa 45 Minuten nach Sonnenuntergang einen 15- bis 30-minütigen Rundflug um den Ruheplatz. Danach jagen sie über mehr oder weniger offenem Gelände nach fliegenden Insekten. Während der Jagd fliegen sie etwa 3 bis 4 Meter über dem Grund. In Costa Rica wurde ein säugendes Weibchen mit einem Jungtier beobachtet.

## Status
Obwohl die Art sehr selten gesichtet wird, wird sie aufgrund ihres großen Verbreitungsgebietes von der Weltnaturschutzunion (IUCN) als nicht gefährdet (Least Concern) gelistet.